# Rádio Haroldo de Andrade
A Rádio Haroldo de Andrade foi uma emissora de rádio brasileira da cidade do Rio de Janeiro. Ocupava o dial 1060 kHz em AM.

## História
Inaugurada no dia 7 de novembro de 2005 pelo tradicional radialista e comunicador Haroldo de Andrade, a Rádio Haroldo de Andrade era transmitida para todo o público fluminense pela frequência 1060 AM, no lugar da antiga Rádio Mauá. 
Além do próprio Haroldo, a estação contava com nomes como Áureo Ameno, Manhoso e Mário Esteves. Por ela já passaram também nomes como o humorista Maurício Menezes e a apresentadora, atriz e deputada Cidinha Campos. Os filhos de Haroldo, Wilson Andrade e Haroldo Júnior, também comandaram atrações na estação. 
A programação da emissora contou com nomes tradicionais do rádio brasileiro misturados com jovens promessas, como Alex de Souza, lançado pelo próprio Haroldo de Andrade e que comandou o Madrugada a 1060, Victor Grinbaum, à frente do Vibração a 1060, e Sheyene de Carvalho. O destaque religioso dos 1060 AM ficou por conta de Frei Neylor Tonin. A rádio contou ainda com a competência do regente e compositor João Roberto Kelly, que apresentava o programa Parece Que Foi Ontem, com destaque para as composições de outrora.
A emissora, porém, enfrentou problemas. Concessionada em Miguel Pereira, a estação não tinha potencia suficiente para recepção com qualidade em vários bairros do Rio de Janeiro. Além disso, a apresentadora Cidinha Campos deixou a rádio, alegando que não tinha estrutura e condições ideais para trabalhar.
Haroldo de Andrade, criador da rádio, faleceu aos 73 anos em 1º de março de 2008. Em abril, a programação da rádio havia sido suspensa, dispensando todo a sua parte administrativa, técnica e seus comunicadores. Durante o período de suspensão da programação, apenas músicas eram executadas na frequência de 1060 kHz.
No dia 5 de maio de 2008 a emissora deu lugar à filial carioca da Rádio Canção Nova, pertencente à Comunidade Católica Canção Nova, liderada pelo Monsenhor Jonas Abib.
Em julho de 2021, a frequência de 1060 khz do município de Miguel Pereira, existente desde o início da Rádio Mauá deixou de existir em AM, passando para a frequência 106,5 MHz, em FM. Porém a Rádio Canção Nova não renovou o aluguel da concessão, assim acabando com o projeto da Rádio Canção Nova em ondas médias, mas continuando pela Internet e streaming. No lugar a 106,5 FM passou a abrigar a Gênesis, emissora de caráter gospel.